# لويز الأورليانية
لويز دي أورليان، أميرة بافاريا (بالفرنسية: Louise d'Orléans) (19 يوليو 1869 - 4 فبراير 1952) هي ابنة الأمير فرديناند دوق ألونسون وزوجته صوفي شارلوت دوقة بافاريا.

## معرض صور

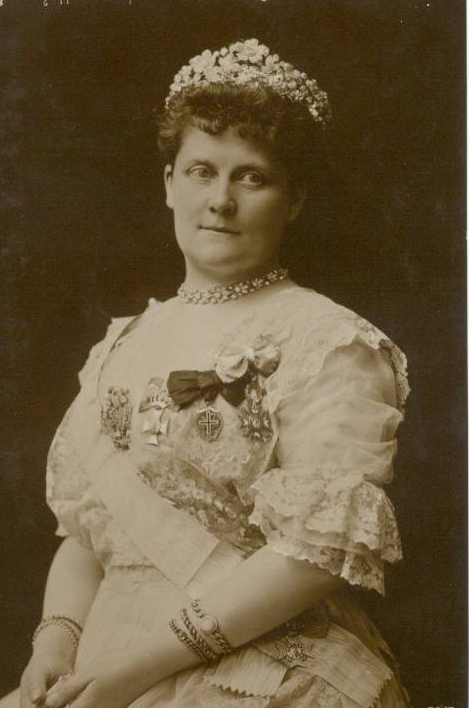
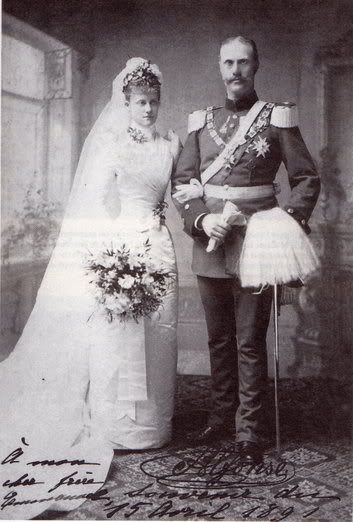
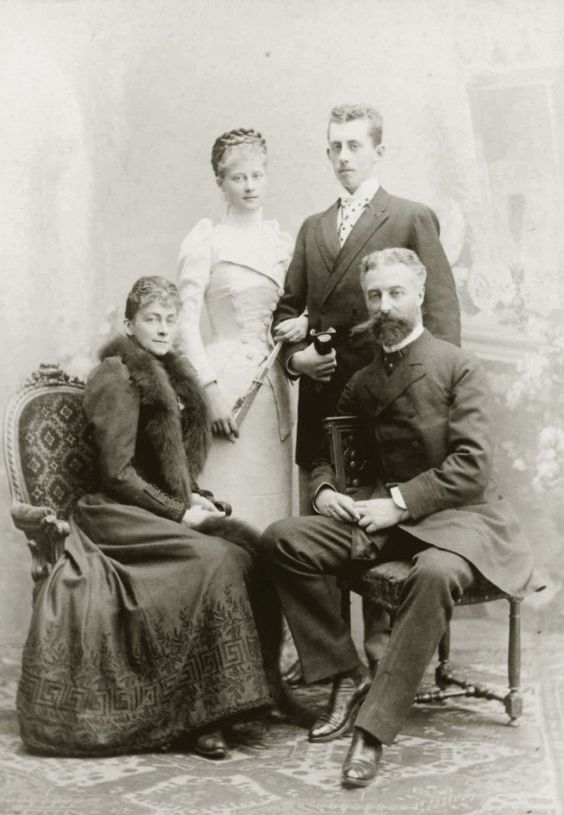